# Discographie de Selena Gomez
La chanteuse américaine Selena Gomez a sorti trois albums studio, une compilation, deux EPs, dix-sept singles et dix-sept clips vidéos.
Selena Gomez signe un contrat avec Hollywood Records en 2008. Elle forme un groupe nommé Selena Gomez & the Scene avec qui elle sort trois albums studio : Kiss & Tell (2009), A Year Without Rain (2010) et When the Sun Goes Down (2011). Ce n'est qu'en février 2013 que Selena annonce qu'elle commence une carrière en solo. Son premier album solo, Stars Dance sort en 2013 et atteint la première place du Billboard 200. Le premier single, "Come & Get It", connaît un succès et atteint le top 10 dans plusieurs pays tels que les États-Unis, le Canada et le Royaume-Uni,,.
Après six années avec Hollywood Records, Selena Gomez signe un contrat avec un nouveau label, Interscope Records en 2014. Pour officialiser la fin de son contrat avec son ancien label, elle sort une compilation, For You, en novembre 2014. Son second album studio, Revival, sorti le 9 octobre 2015, connait un succès et se classe à la première place du Billboard 200. Trois de ses singles "Good For You", "Same Old Love" and "Hands to Myself" ont atteint le top 10 du Billboard Hot 100.
En octobre 2015, Selena Gomez a vendu plus de 7 millions d'albums et plus de 22 millions de singles dans le monde (y compris ses sorties avec The Scene).

## Albums

### Albums studio
| Titre                                       | Détails de l'album | Meilleures positions | Meilleures positions | Meilleures positions | Meilleures positions | Meilleures positions | Meilleures positions | Meilleures positions | Meilleures positions | Meilleures positions | Meilleures positions | Ventes      | Certifications                                                                |
| Titre                                       | Détails de l'album | US                   | AUS                  | CAN                  | DAN                  | FRA                  | IRL                  | NOR                  | NZ                   | SUE                  | UK                   | Ventes      | Certifications                                                                |
| ------------------------------------------- | --- | -------------------- | -------------------- | -------------------- | -------------------- | -------------------- | -------------------- | -------------------- | -------------------- | -------------------- | -------------------- | ----------- | ----------------------------------------------------------------------------- |
| Stars Dance                                 | - Sortie : 23 juillet 2013 - Label : Hollywood Records - Format : CD, téléchargement numérique                                           | 1                    | 8                    | 1                    | 2                    | 12                   | 9                    | 1                    | 5                    | 46                   | 14                   | - 2 860 000 | - MC : Or                                                                     |
| Revival                                     | - Sortie : 9 octobre 2015 - Label : Interscope Records - Format : CD, vinyle, téléchargement numérique                                   | 1                    | 3                    | 2                    | 6                    | 8                    | 9                    | 2                    | 2                    | 8                    | 11                   | - 5 810 000 | - RIAA : Platine - BPI : Or - IFPI DEN: Platine - IFPI SWE: Platine - MC : Or |
| Rare                                        | - Sortie : 10 janvier 2020 - Label : Interscope Records - Format : CD, vinyle, téléchargement numérique                                  | 1                    | 1                    | 1                    | 5                    | 6                    | 4                    | 1                    | 2                    | 7                    | 2                    | - 3 840 000 | - BPI : Argent - IFPI NOR: Or                                                 |
| I Said I Love You First (avec Benny Blanco) | - Sortie : 21 mars 2025 - Labels : SMG Music, Friends Keep Secrets et Interscope Records - Format : CD, vinyle, téléchargement numérique | 2                    | 5                    | —                    | —                    | 12                   | —                    | 10                   | 6                    | —                    | 4                    | —           | —                                                                             |

### Compilations
| Titre   | Détails de l'album                                                                              | Meilleures positions | Meilleures positions | Meilleures positions | Meilleures positions | Meilleures positions | Meilleures positions | Meilleures positions | Meilleures positions | Meilleures positions | Meilleures positions | Ventes        |
| Titre   | Détails de l'album                                                                              | US                   | AUT                  | BEL (FL)             | BEL (WL)             | ESP                  | FRA                  | IRL                  | ITA                  | NOR                  | UK                   | Ventes        |
| ------- | ----------------------------------------------------------------------------------------------- | -------------------- | -------------------- | -------------------- | -------------------- | -------------------- | -------------------- | -------------------- | -------------------- | -------------------- | -------------------- | ------------- |
| For You | - Sortie : 24 novembre 2014 - Label : Hollywood Records - Format : CD, téléchargement numérique | 24                   | 73                   | 40                   | 67                   | 40                   | 80                   | 95                   | 34                   | 37                   | 64                   | - US : 89 000 |

### Extended plays
| Titre                                                                                              | Détails de l'EP                                                                                | Meilleures Positions | Meilleures Positions | Meilleures Positions | Meilleures Positions | Meilleures Positions | Meilleures Positions | Meilleures Positions | Meilleures Positions | Meilleures Positions | Meilleures Positions | Ventes        |
| Titre                                                                                              | Détails de l'EP                                                                                | US                   | AUS                  | CAN                  | DAN                  | FRA                  | PT                   | NOR                  | NZ                   | ES                   | UK                   | Ventes        |
| -------------------------------------------------------------------------------------------------- | ---------------------------------------------------------------------------------------------- | -------------------- | -------------------- | -------------------- | -------------------- | -------------------- | -------------------- | -------------------- | -------------------- | -------------------- | -------------------- | ------------- |
| Another Cinderella Story - EP                                                                      | - Sortie : 16 juin 2009 - Label : Razor & Tie - Format : CD, téléchargement numérique          | –                    | –                    | –                    | –                    | –                    | –                    | –                    | –                    | –                    | –                    | NC            |
| For You                                                                                            | - Sortie : 1er janvier 2015 - Label : Hollywood - Format : Téléchargement numérique, streaming | –                    | –                    | –                    | –                    | 80                   | –                    | –                    | –                    | 40                   | –                    | NC            |
| Selena × Votes                                                                                     | - Sortie : 30 octobre 2020 - Label: Interscope - Format: Téléchargement numérique, streaming   | –                    | –                    | –                    | –                    | –                    | –                    | –                    | –                    | –                    | –                    | NC            |
| Revelación                                                                                         | - Sortie : 12 mars 2021 - Label : Interscope Records - Format : CD, téléchargement numérique   | 22                   | 33                   | 38                   | –                    | 36                   | 2                    | –                    | –                    | 4                    | 28                   | - US : 24,000 |
| "—" indique que le single ne s'est pas classée dans le hit-parade ou n'est pas sorti dans ce pays. |                                                                                                |                      |                      |                      |                      |                      |                      |                      |                      |                      |                      |               |

## Chansons

### Singles
| Titre                                                                                              | Année | Meilleures Positions | Meilleures Positions | Meilleures Positions | Meilleures Positions | Meilleures Positions | Meilleures Positions | Meilleures Positions | Meilleures Positions | Meilleures Positions | Meilleures Positions | Certifications | Album                                |
| Titre                                                                                              | Année | US                   | AUS                  | CAN                  | DAN                  | FRA                  | ITA                  | NOR                  | NZ                   | SUE                  | UK                   | Certifications | Album                                |
| -------------------------------------------------------------------------------------------------- | ----- | -------------------- | -------------------- | -------------------- | -------------------- | -------------------- | -------------------- | -------------------- | -------------------- | -------------------- | -------------------- | --- | ------------------------------------ |
| Come & Get It                                                                                      | 2013  | 6                    | 46                   | 6                    | 34                   | 9                    | 66                   | 16                   | 14                   | —                    | 8                    | - RIAA : 3 × Platine - ARIA : Or - BPI : Argent - IFPI DEN : Or - IFPI NOR : Platine - MC : 2 × Platine - RMNZ : Or                                                                                     | Stars Dance                          |
| Slow Down                                                                                          | 2013  | 27                   | 93                   | 29                   | —                    | 31                   | —                    | —                    | —                    | —                    | 106                  | - RIAA : Platine | Stars Dance                          |
| The Heart Wants What It Wants                                                                      | 2014  | 6                    | 33                   | 6                    | 9                    | 30                   | 80                   | 13                   | 19                   | 53                   | 30                   | - RIAA : Platine - FIMI: Or - IFPI DEN : Or - GLF : Or - MC : Platine | For You                              |
| Good for you (featuring ASAP Rocky)                                                                | 2015  | 5                    | 10                   | 8                    | 11                   | 14                   | 26                   | 9                    | 14                   | 24                   | 23                   | - RIAA : 3 × Platine - ARIA : 2 × Platine - BPI : Or - FIMI : Platine - GLF : 2 × Platine - IFPI DEN : Platine - MC : 2 × Platine - RMNZ : Or                                                           | Revival                              |
| Same Old Love                                                                                      | 2015  | 5                    | 33                   | 6                    | 23                   | 24                   | 49                   | 37                   | —                    | 42                   | 81                   | - RIAA : 3 × Platine - BPI : Argent - FIMI: Or - GLF : Platine - IFPI DEN : Platine - MC : 2 × Platine - RMNZ : Or                                                                                      | Revival                              |
| Hands to Myself                                                                                    | 2016  | 7                    | 13                   | 5                    | 22                   | 118                  | 38                   | 18                   | 5                    | 20                   | 14                   | - RIAA : 2 × Platine - ARIA : 2 × Platine - BPI : Platine - FIMI: Platine - GLF : 2 × Platine - IFPI DEN : Or - MC : Platine - RMNZ : Platine                                                           | Revival                              |
| Kill Em with Kindness                                                                              | 2016  | 39                   | 33                   | 14                   | 30                   | 109                  | 37                   | 33                   | 28                   | 34                   | 35                   | - RIAA : Platine - ARIA : Platine - BPI : Or - FIMI: 2 × Platine - GLF : Platine - IFPI DEN : Or | Revival                              |
| It Ain't Me (avec Kygo)                                                                            | 2017  | 10                   | 4                    | 2                    | 2                    | 6                    | 8                    | 1                    | 3                    | 2                    | 7                    | - RIAA : 3 × Platine - ARIA : 5 × Platine - BPI : Platine - FIMI: 3 × Platine - GLF : 7 × Platine - IFPI DEN : 2 × Platine - IFPI NOR : 4 × Platine - MC : 7 × Platine - RMNZ : Platine - SNEP: Diamant | Stargazing and Rare                  |
| Bad Liar                                                                                           | 2017  | 20                   | 13                   | 11                   | 38                   | 105                  | 47                   | 28                   | 17                   | 23                   | 21                   | - RIAA : Platine - ARIA : Platine - BPI : Or - FIMI: Or - IFPI DEN : Or - MC : Platine | Rare                                 |
| Fetish (feat. Gucci Mane)                                                                          | 2017  | 27                   | 23                   | 10                   | 22                   | 55                   | 53                   | 29                   | 16                   | 24                   | 33                   | - RIAA : Platine - ARIA : Or - FIMI: Or - MC : Platine - SNEP : Or | Rare                                 |
| Wolves (avec Marshmello)                                                                           | 2017  | 20                   | 5                    | 7                    | 8                    | 30                   | 28                   | 5                    | 10                   | 7                    | 9                    | - RIAA : 2 × Platine - ARIA : 3 × Platine - BPI : Platine - FIMI: Platine - GLF : 2 × Platine - IFPI DEN : Platine - MC : 3 × Platine - RMNZ : Platine - SNEP : Platine                                 | Rare                                 |
| Back to you                                                                                        | 2018  | 18                   | 4                    | 4                    | 12                   | 51                   | 49                   | 10                   | 8                    | 14                   | 13                   | - RIAA : 2 × Platine - ARIA : 2 × Platine - BPI : Or - FIMI: Or - GLF : Platine - IFPI DEN : Or - RMNZ : Or                                                                                             | 13 Reasons Why: Season 2 (bande-son) |
| I Can’t Get Enough (avec Benny Blanco, Tainy and J. Balvin)                                        | 2019  | 66                   | 43                   | 33                   | —                    | 91                   | 53                   | —                    | —                    | 53                   | 42                   | - RIAA : Or - MC : Platine | NC                                   |
| Lose You to Love Me                                                                                | 2019  | 1                    | 2                    | 1                    | 8                    | 32                   | 24                   | 2                    | 2                    | 6                    | 3                    | - BPI : Argent - MC : Or - RMNZ : Or | Rare                                 |
| Look at Her Now                                                                                    | 2019  | 27                   | 29                   | 13                   | —                    | 113                  | —                    | 15                   | 23                   | 53                   | 26                   | | Rare                                 |
| Rare                                                                                               | 2020  | 30                   | 23                   | 21                   | 36                   | 73                   | 85                   | 29                   | 28                   | 44                   | 28                   | | Rare                                 |
| Dance Again                                                                                        | 2020  | –                    | –                    | –                    | –                    | –                    | –                    | –                    | –                    | –                    | –                    | | Rare                                 |
| Past Life (avec Trevor Daniel)                                                                     | 2020  | 77                   | 77                   | —                    | 68                   | —                    | —                    | —                    | —                    | —                    | —                    | - MC : Or | NC                                   |
| Ice Cream (avec BLACKPINK)                                                                         | 2020  | 21                   | 13                   | 16                   | 11                   | 10                   | —                    | —                    | 18                   | 78                   | 39                   | - MC : Or | The Album                            |
| De Una Vez                                                                                         | 2021  | 92                   | –                    | 91                   | –                    | –                    | –                    | –                    | –                    | –                    | –                    | | Revelación                           |
| Baila Conmigo (avec Rauw Alejandro)                                                                | 2021  | 74                   | –                    | 68                   | –                    | 187                  | –                    | –                    | –                    | –                    | –                    | | Revelación                           |
| Selfish Love (avec DJ Snake)                                                                       | 2021  | 71                   | –                    | –                    | –                    | 54                   | –                    | –                    | –                    | –                    | 93                   | | Revelación                           |
| 999 (avec Camilo)                                                                                  | 2021  | –                    | –                    | –                    | –                    | –                    | –                    | –                    | –                    | –                    | –                    | | NC                                   |
| Let Somebody Go (avec Coldplay)                                                                    | 2022  | 91                   | 66                   | 45                   | –                    | 115                  | –                    | 19                   | 4                    | 28                   | 24                   | - PMB : Platine - SNEP : Or - FIMI : Or - AFP : Or - PM : Or - BPI : Argent | Music of the Spheres                 |
| Calm Down (avec Rema)                                                                              | 2022  | 3                    | 43                   | 16                   | –                    | 2                    | –                    | –                    | 7                    | 4                    | 10                   | - ARIA : 8 × Platine - MC : Diamant - RMNZ : 3 × Platine - IFPI : Platine | Rave & Roses                         |
| My Mind & Me                                                                                       | 2022  | 83                   | 98                   | 63                   | –                    | –                    | –                    | –                    | 13                   | 76                   | 78                   | | NC                                   |
| Single Soon                                                                                        | 2023  | 19                   | 26                   | 17                   | –                    | 66                   | –                    | 16                   | 35                   | 43                   | 21                   | - ARIA : Platine - MC : Or - ZPAV : Or | NC                                   |
| Love On                                                                                            | 2024  | 56                   | 83                   | 56                   | –                    | –                    | –                    | –                    | 7                    | 85                   | 61                   | | NC                                   |
| Call Me When You Break Up (avec Benny Blanco et Gracie Abrams)                                     | 2025  | 46                   | 19                   | 41                   |                      |                      |                      |                      | 6                    | 2                    | 28                   | | I Said I Love You First              |
| "—" indique que le single ne s'est pas classée dans le hit-parade ou n'est pas sorti dans ce pays. |       |                      |                      |                      |                      |                      |                      |                      |                      |                      |                      | |                                      |

### Collaborations
| Titre                                                                                            | Année | Meilleures Positions | Meilleures Positions | Meilleures Positions | Meilleures Positions | Meilleures Positions | Meilleures Positions | Meilleures Positions | Meilleures Positions | Meilleures Positions | Meilleures Positions | Certifications | Album                  |
| Titre                                                                                            | Année | US                   | AUS                  | CAN                  | DAN                  | FRA                  | ITA                  | NOR                  | NZ                   | SUE                  | UK                   | Certifications | Album                  |
| ------------------------------------------------------------------------------------------------ | ----- | -------------------- | -------------------- | -------------------- | -------------------- | -------------------- | -------------------- | -------------------- | -------------------- | -------------------- | -------------------- | --- | ---------------------- |
| I Want You to Know (en) (Zedd featuring Selena Gomez)                                            | 2015  | 17                   | 22                   | 19                   | 25                   | 61                   | 49                   | 15                   | —                    | 23                   | 14                   | - RIAA : Platine - ARIA : Or - BPI : Argent - FIMI: Or - IFPI DEN : Or - IFPI SWE : Platine                                                                | True Colors            |
| We Don't Talk Anymore (Charlie Puth featuring Selena Gomez)                                      | 2016  | 9                    | 10                   | 11                   | 13                   | 8                    | 1                    | 10                   | 8                    | 13                   | 14                   | - RIAA : 3 × Platine - ARIA : 2 × Platine - BPI : Platine - FIMI: 5 × Platine - IFPI DEN : 2 × Platine - MC: 4 × Platine - RMNZ : Platine - SNEP : Platine | Nine Track Mind        |
| Hands (Various Artists)                                                                          | 2016  | —                    | —                    | —                    | —                    | —                    | —                    | —                    | —                    | —                    | —                    | | NC                     |
| Trust Nobody (en) (Cashmere Cat featuring Selena Gomez & Tory Lanez)                             | 2016  | 106                  | 46                   | 61                   | —                    | 174                  | 92                   | —                    | —                    | —                    | 92                   | - RIAA : Or | 9                      |
| Taki Taki (DJ Snake featuring Selena Gomez, Ozuna & Cardi B)                                     | 2018  | 11                   | 24                   | 7                    | 8                    | 2                    | 2                    | 15                   | 12                   | 10                   | 15                   | - RIAA : 3 × Platine - ARIA : Platine - BPI : Or - FIMI: 2 × Platine - IFPI DEN : Or - MC : 3 × Platine - RMNZ : Or - SNEP : Diamant                       | Carte Blanche          |
| Anxiety (Julia Michaels feat. Selena Gomez)                                                      | 2019  | —                    | 67                   | 69                   | —                    | —                    | —                    | —                    | —                    | —                    | —                    | - MC : 1 × Or | Inner Monologue Part 1 |
| "—" indique que l'album ne s'est pas classée dans le hit-parade ou n'est pas sorti dans ce pays. |       |                      |                      |                      |                      |                      |                      |                      |                      |                      |                      | |                        |

### Single Promotionnel
| Titre                                                                                         | Année | Meilleures Positions | Meilleures Positions | Meilleures Positions | Meilleures Positions | Meilleures Positions | Album                                                 |
| Titre                                                                                         | Année | US                   | CAN                  | FRA                  | NOR                  | RU                   | Album                                                 |
| --------------------------------------------------------------------------------------------- | ----- | -------------------- | -------------------- | -------------------- | -------------------- | -------------------- | ----------------------------------------------------- |
| Tell Me Something I Don't Know (en)                                                           | 2008  | 58                   | —                    | —                    | —                    | —                    | Comme Cendrillon 2 : Une autre histoire de Cendrillon |
| Magic (en)                                                                                    | 2009  | 61                   | 80                   | —                    | 5                    | 90                   | Les Sorciers de Waverly Place                         |
| Whoa Oh! (Me vs. Everyone) (en) (Forever the Sickest Kids featuring Selena Gomez)             | 2009  | —                    | —                    | —                    | —                    | —                    | NC                                                    |
| Send It On (en) (Disney's Friends for Change)                                                 | 2009  | 20                   | —                    | —                    | —                    | —                    | NC                                                    |
| Shake It Up                                                                                   | 2011  | 109                  | —                    | —                    | —                    | —                    | Shake It Up: Dance Dance                              |
| Me & the Rhythm (en)                                                                          | 2015  | 106                  | 57                   | 143                  | —                    | —                    | Revival                                               |
| "—" indique que le single ne s'est pas classée dans le hit-parade ou n'est pas sorti ce pays. |       |                      |                      |                      |                      |                      |                                                       |

### Autres chansons classées
| Titre                                                                                              | Année | Meilleures Positions | Meilleures Positions | Meilleures Positions | Album                                                 |
| Titre                                                                                              | Année | US                   | CAN                  | FRA                  | Album                                                 |
| -------------------------------------------------------------------------------------------------- | ----- | -------------------- | -------------------- | -------------------- | ----------------------------------------------------- |
| New Classic (avec Drew Seeley)                                                                     | 2009  | 114                  | —                    | —                    | Comme Cendrillon 2 : Une autre histoire de Cendrillon |
| One and the Same (avec Demi Lovato)                                                                | 2009  | 82                   | —                    | —                    | Disney Channel Playlist                               |
| "Birthday"                                                                                         | 2013  | 112                  | —                    | —                    | Stars Dance                                           |
| Stars Dance                                                                                        | 2013  | —                    | —                    | 102                  | Stars Dance                                           |
| Sober (en)                                                                                         | 2015  | 122                  | —                    | —                    | Revival                                               |
| Me & My Girls                                                                                      | 2015  | —                    | 77                   | —                    | Revival                                               |
| "—" indique que le single ne s'est pas classée dans le hit-parade ou n'est pas sorti dans ce pays. |       |                      |                      |                      |                                                       |

## Clips vidéo
| Single                                  | Date de Sortie    | Réalisateur      |
| --------------------------------------- | ----------------- | ---------------- |
| Come & Get It                           | 7 mai 2013        | Anthony Mandler  |
| Slow Down                               | 20 juillet 2013   | Philip Andelman  |
| The Heart Wants What It Wants           | 6 novembre 2014   | Dawn Shadforth   |
| Good for You                            | 26 juin 2015      | Sophie Muller    |
| Same Old Love                           | 22 septembre 2015 | Michael Haussman |
| Hands to Myself                         | 21 décembre 2015  | Alek Keshishian  |
| Kill Em with Kindness                   | 6 juin 2016       | Emil Nava        |
| Bad Liar                                | 14 juin 2017      | Jesse Peretz     |
| Fetish                                  | 26 juillet 2017   | Petra Collins    |
| Back to You                             | 5 juin 2018       | Scott Cudmore    |
| I Can't Get Enough                      | 12 mars 2019      | Jake Schreier    |
| Lose You to Love Me                     | 23 octobre 2019   | Sophie Muller    |
| Look at Her Now                         | 24 octobre 2019   | Sophie Muller    |
| Rare                                    | 10 janvier 2020   | BRTHR            |
| Lose You to Love Me (Alternative Video) | 14 janvier 2020   | Sophie Muller    |
| Look at Her Now (Alternative Video)     | 14 janvier 2020   | Sophie Muller    |
| Dance Again (Performance Video)         | 26 mars 2020      |                  |
| Boyfriend                               | 10 avril 2020     | Matty Peacock    |
| De Una Vez                              | 15 janvier 2021   | Los Pérez        |

## Autres vidéo-clips ou apparitions
| Single                         | Année | Interprètes                                             | Réalisateur                 |
| ------------------------------ | ----- | ------------------------------------------------------- | --------------------------- |
| Cruella de Vil                 | 2008  | Selena Gomez                                            | NC                          |
| Burnin' Up                     | 2008  | Jonas Brothers                                          | The Malloys                 |
| Fly to Your Heart              | 2008  | Selena Gomez                                            | Bradley Raymond             |
| Magic                          | 2009  | Selena Gomez                                            | NC                          |
| Tell Me Something I Don't Know | 2009  | Selena Gomez                                            | NC                          |
| New Classic                    | 2009  | Drew Seeley & Selena Gomez                              | NC                          |
| One and the Same               | 2009  | Selena Gomez & Demi Lovato                              | NC                          |
| Send It On                     | 2009  | Selena Gomez, Miley Cyrus, Demi Lovato & Jonas Brothers | NC                          |
| Birthday                       | 2013  | Selena Gomez                                            | Ben Renschen                |
| City of Angels                 | 2013  | Thirty Seconds to Mars                                  | Jared Leto                  |
| Hold On                        | 2014  | Ben Kweller & Selena Gomez                              | William H. Macy             |
| I Want You to Know             | 2015  | Zedd ft. Selena Gomez                                   | Brent Bonacorso             |
| Bad Blood                      | 2015  | Taylor Swift                                            | Joseph Kahn                 |
| We Don't Talk Anymore          | 2016  | Charlie Puth ft. Selena Gomez                           | Phil Pinto                  |
| Trust Nobody                   | 2016  | Cashmere Cat ft. Selena Gomez & Tory Lanez              | Jake Schreier               |
| It Ain't Me                    | 2017  | Kygo & Selena Gomez                                     | Philip R. Lopez             |
| Wolves                         | 2017  | Selena Gomez & Marshmello                               | Colin Tilley                |
| Taki Taki                      | 2018  | DJ Snake ft. Ozuna, Cardi B & Selena Gomez              | Colin Tilley                |
| Ice Cream                      | 2020  | BLACKPINK & Selena Gomez                                | Seo Hyun-seung              |
| Past Life                      | 2020  | Trevor Daniel & Selena Gomez                            | Vania Heymann et Gal Muggia |
| Baila Conmigo                  | 2021  | Rauw Alejandro & Selena Gomez                           | Nogari                      |